# استبان رولون
استبان رولون (انگلیسی: Esteban Rolón؛ زادهٔ ۲۵ مارس ۱۹۹۵) بازیکن فوتبال اهل آرژانتین است که در پست هافبک میانی برای بوکا جونیورز بازی می‌کند.